# Нёготка
Нёготка — посёлок в Каргасокском районе Томской области, Россия. Входит в Толпаровское сельское поселение.

## Название
Известный в народе перевод — «заячий мысок». От нё̄га — «зайчик» и ӄэ «яр» в тымском диалекте южноселькупского языка.

## География
Посёлок расположен на севере Каргасокского района, на правом берегу Нёготской протоки, впадающей в Тым справа у 93-го км и вытекающей из Кондрашовки, также впадающей в Тым. Примерно в 1 км по прямой на запад находится озеро Окунёвое.

## История
Исторический населённый пункт южных селькупов (группа чумэлкуп). Коренные жители — селькупы Пачелковы, Кычебины, Кулеевы. Поселение относилось к Тымской инородческой волости (1-й половины) Нарымского края.

### Археология[6]

#### Городище «Богатырские бугры»
Городище «Богатырские бугры» расположено в бору, на берегу протоки Нёготка, впадающей в Тым у посёлка Нёготка. Существует легенда, согласно которой в «Богатырских буграх» похоронены два остяцких богатыря.
Городище занимает площадь около 260 м2 и расположено на высоте около 15 м над уровнем рядом расположенного болота; по краям всего городища идёт вал более метра высоты и ров 2,5 м ширины и 1,5 м глубины, на северо-востоке и юго-востоке имеются выходы. Четырёхугольные заплывшие ямы, оставшиеся от жилища внутри вала, ориентированы с юго-востока на северо-запад и являются: одно как бы основным, другое — подсобным. П. И. Кутафьев, исследовавший это городище летом 1938 года, заложил траншею по всей длине городища, с севера на юг, шириной в 3,5 м. Культурный слой, доходящий до 1 метра, представляет собой массу, состоящую из песка, глины, золы с вкрапленными в него пятнами глины и истлевшего дерева. На всем протяжении траншеи, на глубине от 60 до 90 см от горизонта, культурный слой содержит много обломков от глиняных сосудов. Выше 60 см найдено лишь несколько черепков, а ниже, на глубине от 90 до 120 см, остатки сосудов совершенно отсутствовали. В южном конце траншеи, в первой части расположенного здесь основного жилища, несколько в стороне от центра, на глубине 60 см от горизонта, был обнаружен слой рыбьих костей и рыбьей чешуи (преимущественно карася и щуки) до 30 см толщины. В центре подсобного жилища и центре первой части основного жилища, на глубине 60—65 см, установлены остатки (до 0,5 м глубины) кострища.
Как правило, сосуды имели толщину стенок в 1 см и больше. Размеры их сильно колеблются: диаметр горла от 10—15 см до 36 см, вышина от 4,5 до 17 см, представляя собой, таким образом, большей частью сферические круглодонные чаши, бесшейные или с низкой прямой шейкой, с почти плоским дном.
Характерной особенностью является наличие у многих глиняных сосудов ручек или ушков, в середине которых имеется одно или два сквозных отверстия. Наиболее распространенным типом орнамента является ямочный, и особенности круглоямочный, в виде рядов (линий), нанесенных вокруг сосуда, вдоль края (венчика), а также и ниже; ногтевой, гребенчатый (сравнительно редок), псевдоверёвочный в сочетании с ямчатым, ямчато-бугорчатый (вокруг шейки вдоль венчика), резной в виде небрежно нацарапанных овалов.

#### Нёготское городище (2-е)
Того же типа, как и городище «Богатырские бугры» и находится сразу же за поселком Нёготка, к северо-западу от вышеописанного. Городище укреплено валом и рвом.

#### Нёготское древнее селение
Группы расплывшихся ям, оставшихся от древних жилищ (карам). Было расположено вдоль берега Протоки в самой деревне Нёготка.

#### Нёготское древнее селение (2-е)
Группы заплывших ям, оставшихся от прежних жилищ, находится в 2—3 км к западу от Нёготки, за болотом.

## Население
В 1897 г.: 1 хозяйство — 4 чел. (из них 3 чел. ханты).
| 2002 | 2010 | 2012 | 2013 | 2014 | 2015 | 2021 |
| ---- | ---- | ---- | ---- | ---- | ---- | ---- |
| 307  | ↘254 | ↘249 | ↘248 | ↗250 | ↘233 | ↘121 |

## Социальная сфера и экономика
В посёлке есть библиотечно-досуговый центр, основная общеобразовательная школа и фельдшерско-акушерский пункт.
Основу экономической жизни составляют сельское и лесное хозяйство и розничная торговля.